# Candidate for Goddess
Candidate for Goddess (jap. 女神候補生, Megami Kōhosei, etwa „Göttin-Kadett“) ist ein Manga von Yukiru Sugisaki. Er wurde als Anime-Fernsehserie und als OVA adaptiert.
Das Werk handelt vom Kampf der Menschheit gegen außerirdische Angreifer in ferner Zukunft und lässt sich in die Genres Science-Fiction, Mecha, Actionserie, Drama und Abenteuer einordnen.

## Handlung
Im Jahre 4084 wurden fast alle Planeten der Menschen zerstört, nur Zion ist ihnen geblieben. Außerdem leben sie auf Kolonien in der Nähe Zions. Doch auch der letzte Planet wird immer wieder von sogenannten Victims angegriffen, die aus dem Weltall auftauchen. Beschützt werden die Menschen von den fünf Göttinnen, auch Ingrids genannt. Diese Mechas werden von jungen Piloten gesteuert und kämpfen gegen die Victims. Die Basis der Göttinnen ist GOA, die Goddess Operator Academy. Auf diesem Raumschiff werden auch neue Piloten ausgebildet.
Einer dieser Anwärter ist der 15-jährige Zero Enna (苑名 零), der in seiner Kindheit einmal von der Weißen Göttin gerettet wurde und nun ihr Pilot werden will. Neben ihm wollen auch andere Piloten werden, so der kühle Hiead Gner (ヒイード・グナー, Hiīdo Gunā) und der intelligente aber tollpatschige Clay Cliff Fortan (クレイ・クリフ・フォートラン, Kurei Kurifu Fōtoran). Zu den Mitstreitern gehören auch der schüchterne Roose Sawamura (ルズ・サワムラ, Ruzu Sawamura) und der sturköpfige Yamagi Kushida (ヤマギ・クシダ). Den Anwärtern wird jeweils eine Navigatorin zugeteilt, die sich ebenfalls in der Ausbildung befindet. Zero erhält die willensstarke und aufbrausende Kizna Towryk (キズナ・トゥリーク, Kizuna Turīku). Zero verfügt zudem über die Fähigkeit übersinnlicher Wahrnehmung, EX genannt.
Während für die Anwärter die Ausbildung beginnt, brechen unter den Ingrid-Piloten Konflikte aus. Der Feind wird stärker und es kommt zu ersten schweren Verletzungen. Nach einem Streit Zeros mit Hiead gerät dessen EX außer Kontrolle und er gefährdet Kizna. Hiead bringt bei einem Training fast seine Partnerin um. Seine Lotsin verzweifelt und wegen der ständigen Konflikte zwischen ihm und Zero werden beide in den EX-Neutralisationsraum gesperrt.
Als eines Nachts ungewöhnlich viele Victims GOA angreifen, werden neben den Ingrids auch alle Anwärter in den Kampf geschickt. Nur Clay bleibt wegen seiner schlechten Trefferquote zurück. Bald darauf will Clay aufgeben, doch als ein Victim GOA von innen angreift, erkennt er es dank seines EX als Erster und geht mit seinen Fähigkeiten am Computer gegen diesen vor.

## Stil
Die Zeichnungen des Mangas sind detailliert, es wird teilweise von Super-Deformed-Zeichnungen Gebrauch gemacht. Gestik und Mimik der Charaktere sind stark herausgearbeitet. Gegen Ende der Geschichte kommen vermehrt Traumszenen vor.

## Manga
Der Seinen-Manga von Yukiru Sugisaki wurde in Japan ab 1997 von Wani Books im Magazin Comic Gum veröffentlicht und startete somit in etwa zeitgleich mit D·N·Angel von derselben Autorin, der sich jedoch an eine jüngere Zielgruppe als Candidate for Goddess richtet. 2001 wurde er unvollendet eingestellt. Von Oktober 1997 bis November 2001 wurden die Kapitel in 5 Sammelbänden (Tankōbon) zusammengefasst, von denen August/September 2005 eine Neuauflage erschien.
Der Manga erschien bei Tokyopop in den USA und bei Madman Entertainment in Australien. Editions Ki-oon brachte das Werk auf Französisch heraus, Editorial Ivréa auf Spanisch. In Deutschland erschienen alle fünf Bände bei Carlsen Comics in den Jahren 2004 und 2005.

## Anime
In den Jahren 1999 und 2000 produzierten Bandai Visual, Xebec und Production I.G eine zwölfteilige Anime-Fernsehserie zum Manga, bei der Mitsuru Hongo Regie führte. Das Charakter-Design stammt von Shinichi Yamaoka und die künstlerische Leitung übernahm Toshihisa Koyama. Die Serie wurde vom 10. Januar bis zum 27. März 2000 durch den Sender NHK in Japan ausgestrahlt.
Der Anime wurde auf Englisch durch Animax-asia und Cartoon Network (im Format adult Swim) gesendet. Animax Latin America und Locomotion strahlten die Serie auf Spanisch und Portugiesisch in Lateinamerika aus. Außerdem wurde der Anime ins Französische und Polnische übersetzt.
Die deutsche Erstausstrahlung geschah vom 18. Mai bis zum 10. August 2003 auf VIVA.
Im Jahr 2002 folgte der Fernsehserie eine OVA, bei der Shinichi Yamaoka Regie führte. Der Anime stellt die dreizehnte Folge der Serie dar, hat eine Länge von 23 Minuten und wurde auch ins Französische übersetzt.

### Synchronsprecher
Die deutsche Synchronisation erfolgte durch Circle of Arts.
| Rolle              | Japanischer Sprecher (Seiyū) | Deutscher Sprecher |
| ------------------ | ---------------------------- | ------------------ |
| Zero Enna          | Yukimasa Obi                 | Philipp Moog       |
| Clay Cliff Fortran | Hiroyuki Yoshino             | Dominik Auer       |
| Kizna Towryk       | Miki Nagasawa                | Shandra Schadt     |
| Hiead Gner         | Susumu Chiba                 | Johannes Raspe     |
| Yamagi Kushida     | Akio Suyama                  | Jörg Stuttmann     |
| Rioroute Vilgyna   | Kōichi Tōchika               | Florian Bauer      |

### Musik
Die Musik der Serie wurde komponiert von Tomoyuki Asakawa. Der Vorspanntitel Aim for Zion, the Planet of Hope stammt von Tomoyuki Asakawa. Als Abspannlied verwendete man Chance, für die letzte Folge den Titel Kagayaki, beide von Kōhei Koizumi.
Für den Vorspann der OVA wurde das Lied der Serie erneut verwendet, der Abspann wurde mit Kagayaki unterlegt.

## Rezeption
Laut Splashcomics sind die Charaktere detailliert, realistisch und sympathisch dargestellt, das Hauptaugenmerk liegt mehr auf den Charakterentwicklungen als auf den Kämpfen. Auch neu eingeführte Figuren würden sich gut einfügen. Die Handlung sei jedoch zu Beginn recht kompliziert, Auch das Ende der Handlung sei nur schwer nachzuvollziehen, dem Leser würden nur wenige Informationen gegeben. So ende die Geschichte sehr abrupt und komplex.